# منظومة سطر التعليمية
منظومة سطر التعليمية -منصة طويق التعليمية سابقًا- أطلقتها أكاديمية طويق تحت شعار «أول منصة عربية متخصصة في مجالات التقنية الحديثة باللغة العربية»، وهي منظومة تعليمية إلكترونية تحوي دروسًا تفاعلية مُسجلة لعدة مجالات برمجية تتضمن تطوير الويب، وتطوير تطبيقات الهواتف المحمولة، إدارة نظام التشغيل.
تهدف المنصة إلى إثراء المحتوى العربي في مجال تعليم البرمجة، وتقديم محتوى عربي سعودي مجاني والتحديات في مجال البرمجة.

## التاريخ
أعلن عن منصة سطر التعليمية بشكل رسمي في حدث #LaunchKSA، في أوخر عام 2021، وصممت المنصة بجهود مبرمجين سعوديين، بالتعاون مع أكاديمية طويق وشركة الاتصالات السعودية، والاتحاد السعودي للأمن السيبراني والدرونز.

## المجالات التعليمية
تهدف المنصة إلى تقديم محتوى تعليمي بروح سعودية وتوفر محتوى متنوع ومتكامل غير مدفوع، بالإضافة إلى أنه يتم تحديث محتواها بشكل دائم ومتجدد لتعلم لغات البرمجة والتقنيات الحديثة بكل سهولة ومتعة.

### تطوير الويب
- تطوير تطبيقات الويب باستخدام لغة جافاسكربت عبر مكتبة رياكت وإطار إكسبريس جي اس.
- تطوير تطبيقات الويب باستخدام لغة بايثون عبر إطار عمل جانغو.
- تطوير تطبيقات الويب باستخدام لغة سي شارب من خلال إطار عمل ASP.Net.

### تطوير تطبيقات الهواتف المحمولة
- تطوير تطبيقات هواتف أندرويد (Android) باستخدام لغة كوتلن.
- تطبيق تطبيقات هواتف أي أو أس (iOS) باستخدام لغة سويفت.
- تطوير تطبيقات الهواتف باستخدام إطار عمل فلاتر متعدد المنصات، عن طريق لغة دارت.

### الحوسبة السحابية وإدارة نظام التشغيل
- أساسيات نظام لينكس، ونظام ملفات لينكس والصلاحيات (ALC).
- واجهة البرمجة النصية (TUI)، باش (Bash).
- برمجية Git لإدارة النسخ البرمجية.
- دوكر والحاويات.

## المنصات الأخرى والتكامل

### منصة كودرهب
هي منصة مقدمة من الاتحاد السعودي للأمن السيبراني والبرمجة والدرونز بالتعاون مع الأكاديمية من خلال منصة سطر، تحت شعار «أول منصة عربية متخصصة في التحديات البرمجية» وتهدف إلى وضع تحديات برمجية تمكن المتدربين في المنصة من اختبار قدراتهم البرمجية ومستوى تعلمهم من خلال حل تحديات برمجية متعددة ومختلفة في مستوى الصعوبة، وعند حل التحديات يتم إضافة شارة إلى ملفاتهم الشخصية في المنصة.

### منصة الاعتمادات التقنية
في منتصف عام 2022 اُضيفت مساحات سطر، وألغيت منصة الإعتمادات لأسبب غير معروفة، وحُذفت كل الوصلات، والمعلومات المتعقلة بها، حيث كانت توفر المنصة إمكانية التقديم لإجراء اختبارات من أجل الحصول على شهادة إعتماد وذلك من خلال منصة الإعتماد في سطر ويتم إضافة الشهادة إلى ملفاتهم الشخصية في المنصة.

### مساحات سطر
توفر خدمة المساحة التعليمية، وتتيح إمكانية مراقبة تقدم مجموعة من المستخدمين المسجلين بالمنصة في العملية التعليمية والاطلاع على الدرجات ومستوى تقدمهم.

### منصة الفعاليات السعودية
بعد انطلاق معسكر طويق 1000 أنشئت الأكاديمية منصة رسمية كوسيلة إعلان رسمية للفعاليات البرمجية والسيبرانية التي يوفرها الاتحاد السعودي للأمن السيبراني والبرمجة والدرونز بالشراكة مع أكاديمية طويق.

## وصلات خارجية
- منصات سطر
- موقع منصة سطر التعليمية
- موقع منصة الإعتماد التقنية
- موقع كودرهب
- موقع منصة الفعاليات